# Мухаммад Эфенди Усугский
Мухаммад Усугский  (Малла-Мухӏаммад, Шейх-Агьулчачан,Тарикъарин Мухӏаммад, Курали-Магома), (~1810 — 14 января 1863) —сподвижник Имама Шамиля, духовный и общественный деятель Агула , ученый, Шейх накшбандийского тариката.

## Биография
Родился в селении Усуг Кюринского ханства в узденьской семье. По национальности агулец. Учился в медресе села Усуг, затем был отправлен в село Вини-Яраг для продолжения учебы в школе Мухаммада Яраги.
В начале 1840-х годов Малла-Мухаммад примкнул к непокорным горцам и всё это время находился при Шамиле, а по покорении Восточного Кавказа перешел в село Чиркей, где женился на племяннице тамошнего почётного жителя Джеллала, Патимат. Живя в Чиркее, Малла-Мухаммад очень часто приезжал к бывшему своему учителю Джамалудину Казикумухскому, проживавшему после взятия Гуниба, до переселения в Турцию, в селе Казанище. С ним Малла-Мухаммад всегда находился в самых близких отношениях.
В 1861 году переселяется в село Усуг. Прожив там около месяца возвращается в шамхальство, откуда и отправился в Мекку. На обратном пути в турецком городе Карс встречается со своим наставником Джамалуддином Казикумухским, который покинул Дагестан в 1861 году, не передав право на духовное наставничество (иджаза). Предчувствуя скорую смерть Джамалуддин Казикумухский передает право на наставничество Мухаммаду-Хаджи Усугскому.
По возвращении из Мекки шейх Мухаммад-хаджи окончательно поселяется в Усуге. В родном ауле он открывает медресе, где обучает детей исламским наукам. Вел также различные проповеди среди населения окружающих сел. Супруга Патимат занималась кройкой и шитьем одежды, получая за это определенную плату. Так и жили. Но возложенную на него своим наставником миссию выполнить до конца шейх не успел, поскольку вскоре заболел и умер, 14 Января 1863 года. Он был чрезвычайно набожен и весьма строго исполнял все религиозные обряды, чем успел вселить в общество о себе мнение, как о человеке, весьма ученом и действительном мусульманине. Впоследствии на могиле у него был возведен мавзолей.
В девятом номере «Русского архива» за 1896 год было обнаружены записи Евгения Козубского, в котором, он, рассказывая о действиях членов семейства Шамиля, упоминает и о Мухаммаде Усугском.
Главным образом потому, что речь идет о зятьях Шамиля, которые приходились сыновьями учителю шейха Мухаммада — Джамалуддину Казикумухскому. Обращает на себя внимание некоторая разница в сведениях сельчан и Евгения Козубского. Так, если Козубский сообщает, что шейх Мухаммад «хоть и старался, строго исполняя религиозные обряды, выказать свою набожность, но ничего не проповедовал», сельчане же сообщают об обратном. А именно, что он не только проповедовал среди местного населения, но и открыл медресе в своем ауле. Фрагмент записей Евгения Козубского:

Из прочих лиц семейства Шамиля не раз обращали на себя внимание и возбуждали переписку зятья Шамиля, сыновья его тестя, знаменитого в истории мюридизма в Дагестане, Джемал-Эддина Казикумухского.
О последнем находится в деле канц. нач. Даг. обл. (1861, № 175) любопытное сведение. Из присланного к начальнику Дагестанской области, князю Меликову, дневника пристава при Шамиле за 1861 год он усмотрел, что старик Джемал-Эддин, как последний муршид (верховный духовный наставник в суфизме — ред.) в Дагестане, хотя до сих пор не объявил кого-либо себе преемником, но уже назначил для сего звания четырёх мюридов, именно:
1) Курали-Магому в сел. Яраге,
2) Уракли-Магоммеда в сел. Уракли, который уже и тогда делал чудеса,
3) Нур-Мухаммеда в сел. Инху и
4) Магома-Дебира в сел. Арчу;

Последний из них старик, а прочие еще далеко не старые люди. В 1860 году все четверо собирались в Мекку; из них Курали и Нур-Мухаммед, как семейные, хотели возвратиться в Дагестан, а холостой Уракли хотел навсегда остаться в Мекке. По собранным сведениям оказалось, что Курали-Магома, называемый в народе Молла-Магомед, родом из сел. Усуг, Кюринского ханства, где он имел до 15 дымов родственников и в том числе родного брата. В начале 40-х годов Молла-Магомед бежал к непокорным горцам и все это время находился при Шамиле, а по покорении Восточного Кавказа перешел в сел. Чиркей, где женился на племяннице тамошнего почетного жителя Джеллала. Живя в Чиркее, Молла-Магомед очень часто приезжал к бывшему своему учителю Джемал-Эддину, проживавшему после взятия Гуниба, до переселения в Турцию, в сел. Казанищи: с ним Молла-Магомед всегда находился в самых близких отношениях и получал от него не раз материальное пособие будто бы на поддержание себя с семейством. В 1861 г. он прожил около месяца в сел. Усуг, и здесь хотя ничего не проповедовал в религиозном духе, но как было видно, старался выказать свою ученость и знание религии, был чрезвычайно набожен и весьма строго исполнял все религиозные обряды, чем и успел вселить в обществе о себе мнение, как о человеке весьма ученом и действительном мусульманине. Из Усуга он возвратился в шамхальство, откуда отправился в Мекку, по возвращении из которой поселился в Усуге, где и умер 14 января 1863 года.
Русский архив. № 9, 1896 год.